# حكاية بلا بداية ولا نهاية
حكاية بلا بداية ولا نهاية هي مجموعة قصصية للأديب نجيب محفوظ نشرت سنة 1971. تتكون المجموعة من خمس قصص متداخلة، ولا يوجد بداية أو نهاية معينة لكل قصة. تعتبر هذه المجموعة أحد أعمال نجيب محفوظ الفلسفية المعقدة التي يتطرق بها إلى مسائل فلسفية وجودية. ولكن رغم تركيز نجيب محفوظ على الفلسفة في هذا العمل، إلا أن هذا لا ينقص من واقعية القصص والشخصيات، حيث أن جميع الشخصيات واقعية لدرجة تجعل القارئ يتساءل سواء كانت شخصيات حقيقية موجودة على أرض الواقع، أم أنها خيالية تجسد جوانب واقعية بشكل جيد جدا. وتناقش المجموعة مواضيع عديدة منها الدين والعلم والحياة والإيمان والوطنية والتحرر. وتم تحويل هذه المجموعة إلى مسلسل في سنة 1997 من إخراج أحمد خضر وبطولة نبيل الحلفاوي وآثار الحكيم وسهير المرشدي وغيرهم من الفنانون. تتراوح المواضيع التي تتناولها هذه المجموعة ولكن يبقى كل من (العلم) و (الاشتراكية) أهم موضوعين في المجموعة خاصة وفي أعمال نجيب محفوظ الأخرى عامة، حيث صرح الكاتب بأنهما قطبا مشروعه الروائي.

## القصص في المجموعة[4]
1. حكاية بلا بداية ولا نهاية، وتناقش هذه القصة الصراع بين الدين والعلم وثورة العلم على الدين، ومحاولة إيجاد نقطة التقاء بينهما. ويعرض نجيب محفوظ هذا الصراع على أساس أنه أزلي لا نهاية له، ولهذا لا يوجد نهاية حتمية للصراع الذي تبينه القصة.
2. حارة العشاق، وهي قصة رمزية تبين صراع الإنسان مع إيمانه وهشاشة علاقة الإنسان مع إيمانه وكافة التساؤلات التي يمر بها والتي لا تنتهي ولا يوجد لديها حل دائم. وتمكن رمزية القصة بأن الشخصيات هي تجسيد لأفكار ومفاهيم. فبطل القصة (عبد الله) يرمز إلى الإنسان، وزوجته (الإيمان) ترمز إلى الإيمان الديني، ويحصل بينهما خلاف مؤدي إلى انفصالهما، رمزا لانفصال الإنسان عن دينه وإيمانه.
3. روبابيكا، وهي قصة تبين وحدة الإنسانية بالمعاناة، رغم اختلاف تجارب الأشخاص ومجرى حياتهم، إلا أن صراع الإنسان مع الحياة واحد.
4. الرجل الذي فقد ذاكرته مرتين، وهي حكاية سوداوية ترمز إلى الوطنية العقيمة. فهي تعرض الوطنية وحب الوطن كأمل زائف يضيع الأشخاص فيه حياتهم حالمين بالتغيير والتحسن وانتصار الرجعية والركود.
5. عنبر لولو، وهي حكاية تبين صراع الواقع مع الخيال، وصراع العادات مع التقدمية، والتمسك بالقيم مع الانتلاق والتحرر. كما أنها تعرض أهمية الخيال في حياة الإنسان، حيث أنه يلجأ إلى الخيال كلما ضاقت به الحياة.

## آراء نقدية حول الكتاب
تعتبر مجموعة «حكاية بلا بداية ولا نهاية» من أعمال نجيب محفوظ الأكثر جدلا، حيث قال السيناريست للمسلسل، أبو العلا السلاموني، «الرواية لم يجرؤ أحد على تقديمها بالإذاعة أو المسرح أو السينما أو التليفزيون، وظلت الوحيدة لنجيب محفوظ التي لم تقدم على أي نحو من الأنحاء، نظراً لما تحتويه من محاذير»  خصوصا أن نجيب محفوظ يتطرق إلى الصوفية والافكار الميتافيزيقية في المجموعة. حيث تعرض الرواية الأوضاع السياسية والاجتماعية السابقة لثورة يوليو 1952.  